# Hegemony (computerspelserie)
Hegemony is een serie computerstrategiespellen ontwikkeld door de studio Longbow Games in Toronto (Canada). De spellen combineren een historische wereldwijde strategie met realtime-gevechten op een en dezelfde kaart. De naam verwijst naar het concept van hegemonie, dat wil zeggen politieke, economische of militaire superioriteit of controle van de ene staat over anderen.

## Spellen
- Hegemony Gold: Wars of Ancient Greece
- Hegemony Rome: The Rise of Caesar
- Hegemony III: Clash of the Ancients

## Gameplay
De spellen draaien om imperiumbeheer, verovering en resource-beheer. De speler kan op elk moment in- en uitzoomen tussen de strategische 2D-kaart en de 3D-tactische kaart, terwijl het spel in realtime vordert (gepauzeerd). Een uniek mechanisme is het creëren van bevoorradingsketens die via de infrastructuur van de speler verbinding maken met bevoorradingscentra en zo hun legers bevoorraden. Naast historische campagnescenario's rond bijvoorbeeld Philippus van Macedonië, Julius Caesar en Pyrrhus van Epirus, hebben de games een sandbox-modus, waarvan het doel is om "hegemoniepunten" te verzamelen. Overwinning kan worden behaald door een combinatie van culturele, militaire en economische superioriteit.
In Hegemony Gold beschrijft de campagne de opkomst van Philippus van Macedonië, de vader van Alexander de Grote, die werkt aan de opbouw van een Macedonische strijdmacht die in staat is het Perzische rijk te veroveren. Hegemony Rome: The Rise of Caesar, zoals de naam al doet vermoeden, beschrijft de opkomst van Julius Caesar tijdens de Gallische oorlogen. De hegemonie van Rome bood de mogelijkheid om veldkampen te bouwen en versterkte bruggen op te richten om baaien veilig te stellen en als voorste bases te fungeren. Hegemony Rome legde veel meer nadruk op snelle campagnes en grote veldslagen, die vaak de kenmerken waren van de Gallische oorlogen. In Hegemony III staat de sandbox centraal en verschijnen missies organisch in de tijd, in plaats van als onderdeel van een gevestigd historisch verhaal (hoewel de campagne terugkomt in de Eagle King DLC).